# Kent Championships 1970
Il Kent Championships 1970 fu un torneo di tennis giocato sull'erba. Era la 77ª edizione del Kent Championships, facente parte del Pepsi-Cola Grand Prix 1970. Si disputò a Beckenham in Gran Bretagna, dall'8 al 14 giugno 1970.

## Campione

### Singolare
Clark Graebner batté in finale  Robert Maud con il punteggio di 6–4 10-8